# Robert Breer
Robert Breer est un artiste et réalisateur de films d'animation expérimental américain né le 30 septembre 1926 à Détroit dans le Michigan et mort le 11 août 2011 à Tucson.
D'abord peintre, il pratique l'abstraction géométrique dans les années 1950 puis réalise des films d'animation avant-gardistes dans la décennie suivante. Il a par ailleurs eu une importante activité de sculpteur.

## Biographie
Robert Breer nait à Detroit en 1926. Son père Carl est ingénieur travaillant alors pour l'entreprise Chrysler. Plus tard il adaptera une caméra Bollex 16mm pour filmer en 3D. 
Robert suit ses traces et effectue des études d’ingénieur mais se tourne rapidement vers des études d'art à l'université de Standford, en Californie. Dans les années 1940, il commence sa carrière de peintre. Ses années d'études sont pour lui l'occasion de peindre quelques affiches figuratives pour l'armée américaine mais c'est vers l'abstraction qu'il se tournera. Il emménage à Paris en 1949 après avoir obtenu son diplôme et rejoint la Galerie Denise René. Il commence à produire des œuvres influencées par les artistes néo-plasticiens, tel que Piet Mondrian et Vasarely. En 1955, il participe à l’exposition Le mouvement organisée par Denise René et Vasarely. Ses années à Paris sont pour lui l'occasion de découvrir de plus près les artistes qui l'influencent, Klein, Tinguely ou Soto mais aussi les cinéastes de l'avant-garde européenne, Viking Eggeling, Walter Ruttman ou Hans Richter et leurs films d'animations abstraits.
Cette époque marque ses premiers pas dans le cinéma expérimental et il commence, en 1952, sa première série de films, Form phases, qui, usant de collage et peinture sur diapositives projetées et re-filmées, déploie des formes géométriques en mouvement. Ses films sont alors des jeux de mouvements. Par des techniques de filmage image par image, il anime lignes et formes, recrée l'illusion d'un déplacement et compose, comme ses œuvres plastiques, une abstraction de formes géométriques. Néanmoins, il intègre aussi dans ses premiers films, nombre de transformations d'objets dont les lignes se décomposent pour reformer un nouvel objet comme dans Form phase IV. Une rythmique fluide et une rhétorique de l'image qui fait de lui au milieu des années 1950 un cinéaste reconnu de l'avant-garde.
De retour aux États-Unis au début des années 1960, il cofonde en 1962, avec Jonas Mekas, la Film-Makers' Cooperative de New York (en), une coopérative d'artiste, pour faciliter la distribution des films de cinéma expérimental. 
Son travail s'étoffe par la réalisation de sculptures. En 1965 il appose des roulettes sous des blocs de polystyrène, de mousse et autres matériaux. Il crée alors ce qu'il appellera les Floats, des sculptures mobiles animées, parfois par la force d'un moteur. Les sculptures flottantes de Breer sont de tailles et couleurs variées mais sont conçues dans un style minimaliste.
Il met au point, dans les années 1970, de nouvelles techniques d'animations et aborde aussi la rotoscopie. Son travail filmique, toujours aussi présent, s'étoffe.

## Filmographie
- 1952 : ''Form Phases I, 2 min, 16 mm, couleur, silencieux
- 1953 : Form Phases II, 2 min, 16 mm, couleur, silencieux
- 1953 : Form Phases III, 3 min 20 s, 16 mm, couleur, silencieux
- 1954 : Form Phases IV, 4 min, 16 mm, couleur, silencieux
- 1954 : Un miracle, 1 min, 16 mm, couleur, silencieux
- 1957 : Recreation, 2 min, 16 mm, couleur, sonore
- 1657 : A Man and his dog out for air, 3 min, 16 mm, n&b, sonore
- 1957 : Jamestown Baloons, 6 min, 16 mm, couleur, sonore
- 1959 : Eyewash, 3 min, 16 mm, couleur, silencieux
- 1960 : Homage to Jean Tinguly's / Homage to New York, 9 min, 16 mm, n&b, sonore
- 1961 : Blazes, 3 min, 16 mm, couleur, sonore
- 1962 : Pat's Birthday, 13 min, 16 mm, n&b, sonore
- 1962 : Horse over tea kettle, 8 min, 16 mm, couleur, sonore
- 1863 : Breathing, 5 min, 16 mm, n&b, sonore
- 1964 : Fist Fight, 11 min, 16 mm, couleur, sonore
- 1966 : 66, 5 min, 16 mm, couleur
- 1968 : PBL #2, 1 min, 16 mm, couleur, sonore
- 1968 : 69, 5 min, 16 mm, couleur, sonore
- 1970 : 70, 4 min 30 s, 16 mm, couleur, silencieux
- 1972 : Gulls and Buoys, 6 min, 16 mm, couleur, sonore
- 1973 : Fuji, 9 min, 16 mm, couleur, sonore
- 1976 : Rubber Cement, 10 min, 16 mm, couleur, sonore
- 1977 : 77, 10 min, 16 mm, couleur, sonore
- 1978 : LMNO, 10 min, 16 mm, couleur, sonore
- 1979 : T.Z., 9 min, 16 mm, couleur, sonore
- 1980 : Swiss Army knife with rats and pigeons, 7 min, 16 mm, couleur, sonore
- 1982 : Trial Balloons, 6 min, 16 mm, couleur, sonore
- 1986 : Bang!, 8 min, 16 mm, couleur, sonore
- 1989 : A Frog on the swing, 5 min, 16 mm, couleur, sonore
- 1993 : Sparkill Ave!, 5 min, 16 mm, couleur, sonore
- 1997 : Time Flies, 5 min, 16 mm, couleur, sonore
- 2000 : Atoz, 5 min, 16 mm, couleur, sonore
- 2003 : What goes up, 5 min, 16 mm, couleur, sonore